# Pasar Bawah (Lahat)
Pasar Bawah is een bestuurslaag in het regentschap Lahat van de provincie Zuid-Sumatra, Indonesië. Pasar Bawah telt 3115 inwoners (volkstelling 2010).